# 박인선
박인선(1968년 10월 12일 ~ )은 대한민국의 성우이다. 1991년 EBS 입사(12기) 교육방송 성우극회 소속. 2016년부터 2023년까지 한국방송예술진흥원 전임교수 역임했다.

## 출연작

### 애니메이션
- 개구리 왕눈이 (SBS) - 아롬이
- 곰돌이와 비키의 모험(EBS) - 투투
- 꼬마거북 프랭클린 (EBS) - 똑기
- 꼬마유령 사총사 (EBS) - 막막이, 꾸리
- 꼬마천사 지지(EBS) - 황당
- 내 친구 아서 (EBS)
- 니코의 세상 (EBS) - 래피
- 둘리의 배낭여행 - 도우너
- 딩동댕 유치원(EBS) - 나누리
- 또롱이는 멋져! (EBS) - 두리
- 루시의 꿈나라 이야기 (EBS) - 티글
- 만들어볼까요(EBS) - 진행 MC
- 미운오리 새끼 페오 (EBS) - 토르퐁
- 삶과 꿈의 소리자장가(라디오)
- 수퍼우주탐험대 (EBS) - 윙윙
- 신기한 스쿨버스(EBS) - 팀
- 심슨 가족 (EBS) - 밀하우스
- 아빠 비버의 옛날이야기(EBS) - 벤자민
- 야! 러그래츠 (EBS)
- 어린이세상(라디오)
- 열린교실(라디오)
- 왜그럴까요(라디오) - 진행 MC
- 우리 함께 그려요(라디오) - 진행 MC
- 우바우바 마수필라미 (EBS) - 보보
- 이야기샘(라디오) - 꼬마의 일기
- 책나라 여행(라디오) - 낭독
- 파워퍼프걸(SBS) - 미치
- 플랜더스의 개 (EBS) - 폴
- 호야네 집 (EBS) - 동이

### 애니메이션 영화
- 둘리의 배낭여행 - 도우너